# Bataille de Délion
Guerre du Péloponnèse
Batailles
- Sybota
- Potidée
- Chalcis
- Patras
- Naupacte
- Mytilène
- Tanagra
- Étolie
- Olpae
- Idomene
- Pylos
- Sphactérie
- Délion
- Amphipolis
- Mantinée
- Mélos
- Expédition de Sicile
- Symi
- Érétrie
- Cynosséma
- Abydos
- Cyzique
- Notion
- Arginuses
- Aigos Potamos

La bataille de Délion a lieu pendant la guerre du Péloponnèse, en novembre 424 av. J.-C. à proximité de la petite ville béotienne de Délion située non loin de la frontière avec l'Attique et dans laquelle se trouve un sanctuaire dédié à Apollon. 
Conséquence de l'invasion athénienne mal coordonnée pour tenter d'établir une tête de pont en Béotie afin d'y instaurer la démocratie et à laquelle s'ajoute une traîtrise, elle se soldera par une défaite face aux Thébains puis indirectement par la perte de leurs alliés du nord de la Grèce qui amènera à la paix de Nicias au printemps 421 av. J.-C..

## Campagne précédant la bataille: invasion de la Béotie
Durant l'été 424 av. J.-C. les Athéniens projettent une opération d'envergure en Béotie, alliée de Sparte, afin d'y instaurer des noyaux de démocratie. Ce projet comporte plusieurs points :
- invasion par terre pour prendre Délion et en faire un poste avancé fortifié ;
- invasion par mer pour occuper Siphes, village de la côte nord du golfe de Corinthe en pays de Thespies ;
- soulèvement de Siphes et Chéronée contre l'autorité en place grâce à des partisans infiltrés ;
- élément important pour diviser les forces thébaines et garantir le succès, les trois opérations doivent avoir lieu au même moment.

Le commandement de l'opération maritime est confié à Démosthène tandis qu'Hippocrate dirige la phase terrestre.

### Campagne maritime
Durant l'été 424 av. J.-C., de retour de Mégaride, Démosthène fait voile avec quarante navires vers Naupacte, base navale athénienne qui contrôle l'entrée du golfe de Corinthe, pour y lever des forces, puis vers le pays des Agréens près du golfe d'Ambracie (ouest de la Grèce) afin de s'en faire des alliés et y rassembler là aussi des renforts. Ceci fait, à l'approche de l'hiver, le convoi met le cap sur Siphes mais, par une incompréhensible erreur de date, se présente devant la place en avance, Hippocrate n'ayant pas encore atteint Délion. De plus, le projet est dénoncé par un Phocidien, Nicomaque, ce qui permet aux Béotiens d'occuper Siphes et Chéronée par l'envoi de troupes avant le début des opérations athéniennes. Démosthène n'obtient aucun résultat devant son objectif.

### Les partisans à Siphes et Chéronée
Le projet éventé, Siphes et Chéronée occupées par des troupes béotiennes, ces mêmes troupes unies car Hippocrate n'a pas encore envahi la Béotie, les partisans de la cause athénienne ne peuvent que se résigner et ne provoquent aucun soulèvement pour livrer comme cela était prévu les cités.

### Campagne terrestre: occupation et fortification de Délion

Carte détaillée de l'Attique et de la Béotie avec localisation de Délion.

Ce même été, Hippocrate s'active dans Athènes à rassembler ses troupes et prend une mesure exceptionnelle en y intégrant, outre les citoyens, les métèques et les étrangers présents dans la cité. Lorsqu'à l'automne Hippocrate atteint Délion et s'y installe, les forces béotiennes avaient déjà quitté Siphes et marchaient sur lui.
Durant cinq jours, il utilise l'armée pour fortifier Délion en faisant creuser un fossé autour du sanctuaire et du temple et élever un rempart fait d'un remblai de terre mêlée de pierres, briques et branches et surmonté de pieux. L'opération arrivant à son achèvement, Hippocrate renvoie l'armée vers l'Attique, les hoplites s'arrêtant à dix stades de Délion pour l'attendre, la majeure partie des troupes légères poursuivant vers Athènes et lui-même s'attardant au sanctuaire pour parachever les fortifications et organiser la garde.
C'est durant ces jours que les forces thébaines en provenance de Siphes arrivent à Tanagra et que s'y rassemblent les forces venues de toute la Béotie. Apprenant que les troupes athéniennes se préparent à rentrer en Attique, Pagondas (en), béotarque thébain chargé du commandement, exhorte à l'engagement chaque contingent et son chef qui est de l'avis de laisser partir les Athéniens (ils sont à la frontière et sur le point de quitter le territoire béotien).

## Déroulement

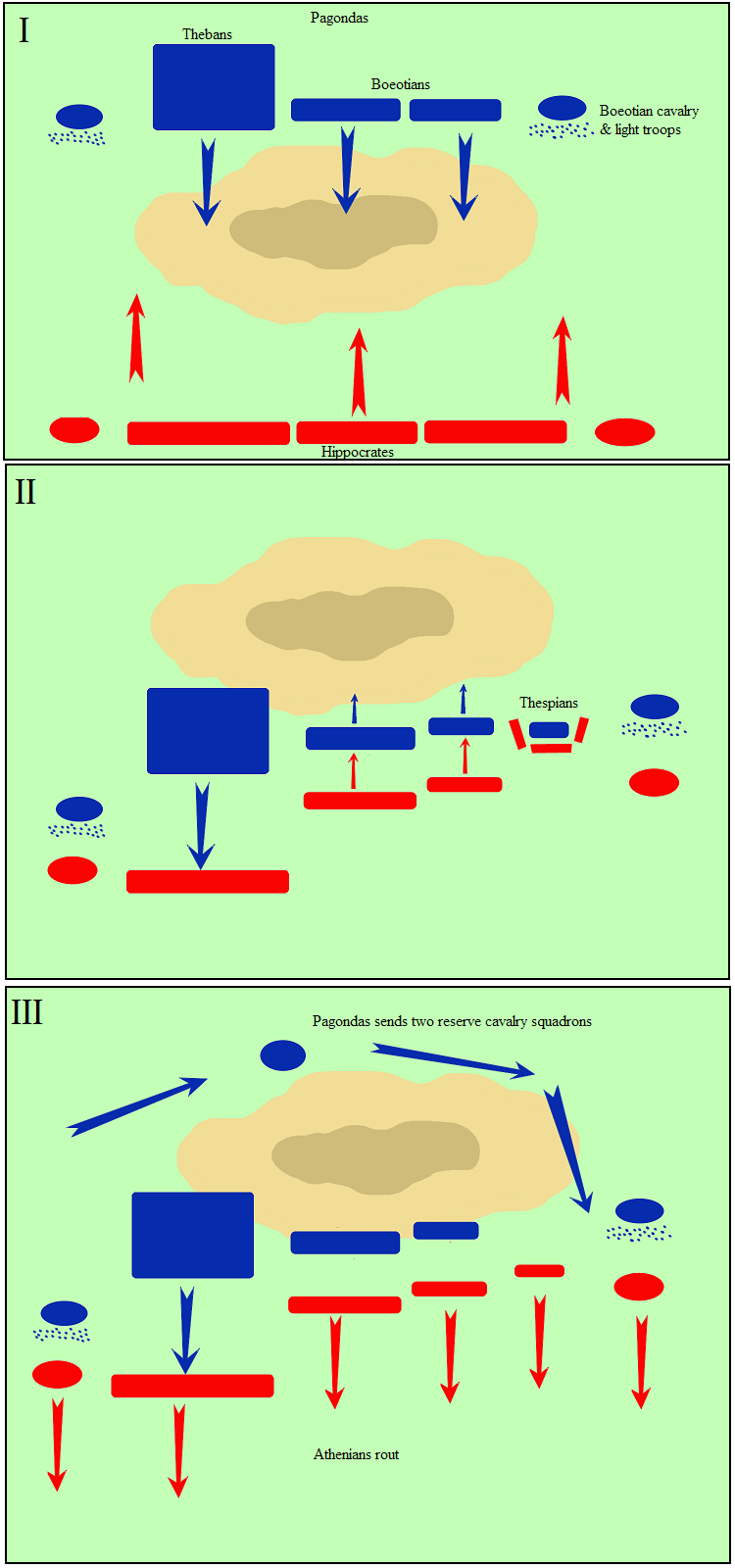
Les trois phases de la bataille.

### Phase 1
Ayant convaincu les autres béotarques, Pagondas met immédiatement en marche l'armée béotienne jusqu'à une position proche des troupes athéniennes qu'il atteint dans l'après-midi et la déploie en ligne de combat, cachée de celles-ci par une colline. La phalange de sept mille hoplites béotiens se compose à l'aile droite des Thébains et des peuples associés ; le centre est occupé par les troupes en provenance d'Haliarte, Coronée, Côpes et de cités voisines ; à l'aile gauche se placent les combattants de Thespies, Tanagra et Orchomène. Seuls les Thébains sont organisés sur 25 rangs, profondeur inhabituelle et qui restera la marque de leur phalange. Mille cavaliers, dix mille guerriers d'infanterie légère et cinq cents peltastes prolongent les ailes. On pense que ces contingents, très importants, représentent environ les deux tiers des forces de la Béotie.

### Phase 2
Hippocrate, apprenant l'approche thébaine, ordonne à ses hoplites de prendre leurs positions de combat et les rejoint peu après, laissant sur place trois cents cavaliers pour garder le fort et éventuellement intervenir lors du combat. Cette force ne pourra être utilisée car les Thébains placent à proximité du sanctuaire des troupes qui la fixent dans le fort. 
Hippocrate entreprend de haranguer son armée de sept mille hoplites alignés sur huit rangs et près de mille cavaliers qui flanquent les ailes (les troupes légères, pour la circonstance mentionnée plus haut, sont en très faible nombre), mais il n'a le temps que de parcourir la moitié du front quand apparaissent les Béotiens sur le haut de la colline.

### Phase 3
Les adversaires s'avancent, mais les ailes de chacune des armées sont bloquées par la présence sur les côtés de torrents aux débits alors importants (l'action se déroule en automne, période pluvieuse en climat méditerranéen) ; seuls les centres entrent en contact. Toute la moitié gauche du front béotien est enfoncée et certains contingents, en particulier celui de Thespies, car leurs voisins ont reculé, se retrouvent encerclés et massacrés par les Athéniens.
L'aile droite, quant à elle, grâce à la poussée des 25 rangs thébains, fait plier l'ennemi. Pagondas, voyant son aile gauche en difficulté, fait passer à l'abri des regards deux escadrons de cavalerie derrière la colline afin d'appuyer ce côté. Leur apparition soudaine sur la ligne de crête déroute l'aile victorieuse athénienne qui prend peur, pensant qu'une autre armée marche sur eux, recule puis s'enfuit, imitée par le reste de l'armée, vers Délion, Oropos ou le Parnès. 
La cavalerie béotienne, appuyée par celle de Locride qui venait d'arriver sur le théâtre des opérations, se lance à la suite des fuyards et les massacre, mais la tombée de la nuit permet à la majorité de ceux-ci de s'échapper. Hippocrate trouve la mort lors des combats au côté de près de mille de ses hoplites. Les Béotiens, quant à eux, laissent près de cinq cents hoplites sur le terrain. Les morts des autres corps de troupe ne sont pas répertoriés.

## Journées suivant la bataille
Le lendemain de la bataille, les troupes athéniennes ayant trouvé refuge à Délion ou Oropos embarquent et retournent par mer en Attique, laissant une garde dans ces postes. Les Béotiens, quant à eux, dressent un trophée, enlèvent leurs morts et laissent un poste de garde sur le lieu de la bataille avant de retourner à Tanagra.
Un héraut est alors envoyé aux Athéniens afin de résoudre la question de leurs morts : ils ont violé le sanctuaire, lieu sacré, en le fortifiant et en utilisant son eau réservé aux ablutions rituelles pour un usage courant, en conséquence de quoi, ils doivent quitter les lieux. C'est là la condition pour récupérer leurs morts. Les Athéniens rétorquent que :
- concernant le sanctuaire, ils n'ont pas de reproches à se faire : puisqu'ils occupent les lieux, c'est donc de leur territoire dont il est question ;
- pour l'eau, ce sont les circonstances (et donc les Thébains) qui leur ont dicté cet usage ;
- les Béotiens se révèlent être plus impies à vouloir échanger des morts contre un sanctuaire qu'eux, Athéniens, qui refusent l'emploi de celui-ci à d'autres pour faire valoir leur revendication ;
- ils réclament leurs morts par l'effet d'une trêve, comme il est d'usage en Grèce, et non sous la condition d'un retrait du sanctuaire.

La réponse béotienne est dans la même veine de jeux dialectiques et les pourparlers restent sans issue.
Sur ces faits, les troupes béotiennes, ayant reçu des renforts de deux mille hoplites corinthiens, d'archers et frondeurs venus du golfe Maliaque ainsi que d'une garnison péloponnésienne en provenance de Nisée qu'elle avait évacué et soutenue par des Mégariens, se décident à attaquer le camp retranché athénien dans le sanctuaire. Après plusieurs assauts infructueux, les Béotiens construisent une machine destinée à projeter des flammes et des débris incandescents vers les remparts faits en partie en bois.
Le fort est pris 17 jours après la bataille ; certains défenseurs sont tués et deux cents sont faits prisonniers, mais le gros des troupes parvient à embarquer et à s'échapper.
Ayant repris la place, les Béotiens rendent leurs morts aux Athéniens sans autre condition.
Peu après, Démosthène tente un débarquement à Sicyone mais est repoussé et poursuivi sur mer où il subit quelques pertes (morts et prisonniers).

## Bilan
Ce projet athénien qui visait, même si tous les objectifs ne devaient pas être atteints, à placer en Béotie le germe qui amènerait à terme cette région vers un régime démocratique, se solde par un échec complet dont on peut mettre en évidence quelques points :
- indiscrétion amenant à une trahison qui empêche le soulèvement des cités par la présence de troupes dans les murs ;
- mauvaise coordination dans le temps due à une erreur inexpliquée qui ruine définitivement les possibilités de succès de la campagne terrestre en permettant aux Béotiens de maintenir l'armée en un seul groupe s'occupant successivement de Démosthène et des rebelles puis d'Hippocrate ;
- mise en évidence des lacunes dans l'entraînement collectif et la discipline des troupes athéniennes qui se voient déroutées, bien que victorieuses, par l'apparition de la cavalerie béotienne sur leurs arrières ;
- mise en évidence de la faiblesse de la phalange, incapable de manœuvrer en ordre et rapidement en fonction des circonstances et qui ne peut faire face à une attaque sur ses arrières.

De plus, les Athéniens, tout à leur projet en Béotie, ne prêtent pas attention aux mouvements de Brasidas et de son armée, qui traverse au même moment la Thessalie en direction de la Thrace afin d'obtenir la défection des cités du nord de la Grèce qui leur sont alliées, campagne durant laquelle il accumule plusieurs succès qui portent un grand coup aux intérêts d'Athènes dans cette région, et c'est là qu'il faut voir la portée plus vaste de cette campagne tragique en Béotie.

## Anecdote
Socrate, alors âgé de 45 ans, combat en tant qu'hoplite, ainsi qu'Alcibiade en tant que cavalier. C'est en tout cas ce que Platon fait dire à Alcibiade lors d'une de ses interventions dans Le Banquet :
« [221a] φυγῇ ἀνεχώρει τὸ στρατόπεδον· ἔτυχον γὰρ παραγενόμενος ἵππον ἔχων, οὗτος δὲ ὅπλα. Ἀνεχώρει οὖν ἐσκεδασμένων ἤδη τῶν ἀνθρώπων οὗτός τε ἅμα καὶ Λάχης· καὶ ἐγὼ περιτυγχάνω, καὶ ἰδὼν εὐθὺς παρακελεύομαί τε αὐτοῖν θαρρεῖν, καὶ ἔλεγον ὅτι οὐκ ἀπολείψω αὐτώ. Ἐνταῦθα δὴ καὶ κάλλιον ἐθεασάμην Σωκράτη ἢ ἐν Ποτειδαίᾳ — αὐτὸς γὰρ ἧττον ἐν φόβῳ ἦ διὰ τὸ ἐφ᾽ ἵππου εἶναι — πρῶτον μὲν ὅσον περιῆν [221b] Λάχητος τῷ ἔμφρων εἶναι· ἔπειτα ἔμοιγ᾽ ἐδόκει, ὦ Ἀριστόφανες, τὸ σὸν δὴ τοῦτο, καὶ ἐκεῖ διαπορεύεσθαι ὥσπερ καὶ ἐνθάδε, “βρενθυόμενος καὶ τὠφθαλμὼ παραβάλλων”, ἠρέμα παρασκοπῶν καὶ τοὺς φιλίους καὶ τοὺς πολεμίους, δῆλος ὢν παντὶ καὶ πάνυ πόρρωθεν ὅτι εἴ τις ἅψεται τούτου τοῦ ἀνδρός, μάλα ἐρρωμένως ἀμυνεῖται. Διὸ καὶ ἀσφαλῶς ἀπῄει καὶ οὗτος καὶ ὁ ἑταῖρος· σχεδὸν γάρ τι τῶν οὕτω διακειμένων ἐν τῷ πολέμῳ οὐδὲ ἅπτονται, ἀλλὰ τοὺς προτροπάδην [221c] φεύγοντας διώκουσιν. »
— Platon
, Le Banquet, 221a à 221c

« Une autre circonstance où la conduite de Socrate mérite d'être observée, c'est la retraite de notre armée quand elle fut mise en déroute devant Delium. Je m'y trouvais à cheval, lui en hoplite. La troupe s'était déjà fort éclaircie, et il se retirait avec Lachès. Je les rencontre, et leur crie d'avoir bon courage, que je ne les abandonnerai pas. Ce fut là pour moi une plus belle occasion encore d'observer Socrate que la journée de Potidée ; car ici j'étais le moins exposé, me trouvant à cheval. Je remarquai d'abord combien il surpassait les lâches en présence d'esprit: de plus, je trouvai qu'il marchait, pour parler comme toi, Aristophane, là tout comme dans nos rues d'Athènes, l'allure superbe et le regard dédaigneux. Il considérait tranquillement et les nôtres et l'ennemi, et montrait au loin à la ronde par sa contenance un homme qu'on n'aborderait pas sans être vigoureusement reçu. Aussi se retira-t-il sans accident, lui et son compagnon : car celui qui montre de telles dispositions dans un combat n'est pas d'ordinaire celui qu'on attaque; on poursuit plutôt ceux qui fuient à toutes jambes. »
— Le Banquet, 221a à 221c
Cette bataille pourrait être le lieu du premier tir ami de l'histoire. En effet, les codes permettant de facilement reconnaître les alliés des ennemis, tels les boucliers aux couleurs de sa ville, sont mis en place pour la première fois quelque soixante ans plus tard, lors de la bataille de Mantinée qui eut lieu en 362 av. J.-C., opposant les Béotiens aux Spartiates. Or, lorsque les Athéniens encerclent et massacrent les Thespiens, ils finissent par se retrouver les uns face aux autres et ne se rendent compte qu'après un moment que leurs adversaires sont en fait d'autres Athéniens.